# John Erick Dowdle
John Erick Dowdle (Saint Paul, 21 dicembre 1972) è un regista e sceneggiatore statunitense. Nel corso della sua carriera ha diretto alcuni film di grande successo commerciale come Devil, Quarantena e Necropolis - La città dei morti.

## Biografia
Dowdle inizia a lavorare come regista e sceneggiatore già durante gli anni dell'università, debuttando nel 1996 con il lungometraggio indipendente Full Moon Rising, di cui è anche produttore. È tuttavia a partire dal 2005 che il regista ottiene una maggiore rilevanza grazie a The Dry Spell, film nominato al Grand Jury Prize presso lo Slamdance Film Festival. Nel 2007 dirige il falso documentario The Poghkeepsie Tapes, film che viene presentato al Tribeca Film Festival per poi essere tuttavia distribuito in home video soltanto 7 anni dopo: questo a causa dei contenuti fortemente crudi che ne hanno di fatto impedito la distribuzione in sala.
Nel 2008 il regista ottiene l'attenzione del grande pubblico grazie a Quarantena, remake del celebre REC, che ottiene un incasso di oltre 41 milioni di dollari al botteghino. In seguito a questo successo, il regista M. Night Shyamalan gli affida la regia di Devil, film sceneggiato dallo stesso Shyamalan e destinato ad ottenere un ottimo successo di pubblico nonostante un'accoglienza tiepida da parte della critica. Tali risultati vengono replicati con i successivi Necropolis - La città dei morti e No Escape - Colpo di stato, anch'essi dei successi di pubblico nonostante uno scarso appoggio da parte della critica specializzata.
Negli anni successivi Dowdle collabora con suo fratello Drew alla stesura della miniserie televisiva Waco, la quale viene interamente diretta, sceneggiata e prodotta a quattro mani dai due. La miniserie viene distribuita a livello internazionale dal gruppo Paramount. Successivamente i due fratelli collaborano nuovamente sulla stesura di un film incentrato sulla giornalista Dorothy Kilgallen.

## Filmografia

### Cinema
- Full Moon Rising (1996)
- The Dry Spell (2005)
- The Poughkeepsie Tapes (2007)
- Quarantena (Quarantine) (2008)
- Devil (2010)
- Necropolis - La città dei morti (As Above, So Below) (2014)
- No Escape - Colpo di stato (No Escape) (2015)

### Televisione
- Waco − Miniserie TV, 5 episodi (2018) (con Drew Dowdle)